# Mammillaria picta
Mammillaria picta ist eine Pflanzenart aus der Gattung Mammillaria in der Familie der Kakteengewächse (Cactaceae). Das Artepitheton picta bedeutet ‚gefleckt, bunt bemalt‘.

## Beschreibung
Mammillaria picta wächst einzeln mit knolliger Wurzel. Die kugeligen bis verkehrt eiförmigen, dunkelgrünen Triebe werden 4 bis 5 Zentimeter hoch und haben einen gleich großen Durchmesser. Die zylindrisch geformten Warzen enthalten keinen Milchsaft. Die Axillen sind mit wenig verdrehten, haarartigen Borsten besetzt. Die 1 bis 2 Mitteldornen sind abstehend, gerade, bräunlich und bis zu 1 Zentimeter lang. Die 10 bis 20 Randdornen sind flaumhaarig, basal gelb, darüber weiß mit dunkler Spitze oder auch bernsteingelb. Sie sind bis zu 1 Zentimeter lang, die unteren vier sehr lang und schlank und weiß.
Die grünlich weißen Blüten sind breit trichterig geformt. Sie sind 0,9 Zentimeter lang und messen 1,1 Zentimeter im Durchmesser. Die roten Früchte sind verlängert. Sie enthalten schwarze Samen.

## Verbreitung, Systematik und Gefährdung
Mammillaria picta ist in den mexikanischen Bundesstaaten San Luis Potosí, Tamaulipas und Nuevo León verbreitet.
Die Erstbeschreibung erfolgte 1858 durch Karl Friedrich Meinshausen (1819–1899). Nomenklatorische Synonyme sind Cactus pictus (Meinsh.) Kuntze (1891), Neomammillaria picta (Meinsh.) Y.Itô (1981) und Escobariopsis picta (Meinsh.) Doweld (2000).
Mammillaria picta wird in der Roten Liste gefährdeter Arten der IUCN als „Least Concern (LC)“, d. h. als in der Natur nicht gefährdet, eingestuft.

## Nachweise